# British Society for Plant Pathology
De British Society for Plant Pathology (BSPP) is een vereniging die zich richt op onderzoek en promotie op het gebied van de fytopathologie. De organisatie is in 1981 opgericht in het Verenigd Koninkrijk. Ze heeft leden in de hele wereld en uit alle specialisaties binnen de fytopathologie. De organisatie is aangesloten bij de European Foundation for Plant Pathology en werkt samen met de International Society for Plant Pathology.
De organisatie ondersteunt wereldwijd de professionele belangen van fythopathologen. Ze voorziet in informatie met betrekking tot fytopathologie en communiceert met haar leden door middel van nieuwsbrieven, website en een jaarlijkse bijeenkomst. De vereniging organiseert wetenschappelijke conferenties, die vaak in samenwerking met andere organisaties worden gehouden. De organisatie ondersteunt onderzoek met behulp van fondsen. 
De BSPP is verantwoordelijk voor drie tijdschriften: Plant Pathology, Molecular Plant Pathology en New Disease Reports. De organisatie kiest ieder jaar een nieuwe voorzitter. Ereleden zijn leden met buitengewone verdiensten voor de vereniging en de fytopathologie. Onder meer David Ingram is erelid. 